# Der Strand
Der Strand (englischer Originaltitel: The Beach) ist der Debütroman von Alex Garland aus dem Jahr 1996. Das Buch wurde 2003 von der BBC in die Liste The Big Read aufgenommen.

## Handlung
Richard, ein britischer Rucksacktourist, trifft in einem Hotel in Bangkok auf einen psychisch gestörten Schotten namens Daffy Duck. Daffy erzählt Richard von einer wunderschönen Insel mit einer versteckten Lagune und einem Strand im Golf von Thailand, auf der er sich vor Jahren niedergelassen hat. Der Strand ist für Touristen unzugänglich und kann nur anhand einer Karte lokalisiert werden, die Daffy Richard hinterlässt. Kurz darauf begeht Daffy Suizid. Auf der Suche nach Gesellschaft bei seiner Suche freundet sich Richard mit dem reisenden französischen Paar Étienne und Françoise an, und das Trio macht sich auf die Suche nach einem hoffentlich unberührten Paradies.
Auf dem Weg zur Insel gibt Richard Sammy und Zeph, zwei Amerikanern, die er auf Koh Samui trifft, eine Kopie der Karte. Als die drei schließlich den versteckten Strand erreichen – nachdem sie einen örtlichen Bootspiloten bestochen, von einer benachbarten Insel aus geschwommen sind, eine Cannabisplantage im Dschungel entdeckt, ihren bewaffneten Besitzern aus dem Weg gegangen sind und über einen Wasserfall gesprungen sind – entdecken sie eine Gruppe von etwa 30 Rucksacktouristen. Diese haben sich von der Außenwelt abgeschottet und leben ein gemächliches Leben voller Freizeit unter der faktischen Führung einer Amerikanerin namens Sal und ihres südafrikanischen Liebhabers Bugs, der zusammen mit Daffy die Gemeinschaft gründete. Sie wohnen in handgefertigten Holzhütten und Zelten in der Nähe eines großen, wunderschönen Strandes und einer Lagune, die von Klippen umgeben und durch Unterwasserhöhlen mit dem Meer verbunden sind.
Richard, Étienne und Françoise kommen 1995 an, sechs Jahre nachdem die Gründer an den Strand gekommen sind. Die Gründer haben nur eine kleine Anzahl von Freunden und Bekannten ausgewählt, um auf die Insel zu kommen. Daher sind Neuankömmlinge nicht willkommen, werden aber nicht weggeschickt, weil dies die Geheimhaltung der Gemeinschaft gefährden würde. Die Bewohner befürchten, dass der Strand, wie viele andere schöne Orte Thailands, von Touristen überschwemmt und zerstört wird, wenn sich die Nachricht herumspricht. Sie denken auch daran, die thailändischen Cannabisbauern zu verärgern, mit denen sie ursprünglich vereinbart hatten, die Gebiete getrennt zu halten, die sie jedoch kürzlich davor gewarnt haben, neue Personen auf die Insel zu bringen, aus Angst, von der Polizei entdeckt zu werden. Nach anfänglichem Verdacht akzeptiert die Gruppe das Trio, als sie auf dem Festland von Daffys Karte und seinem Tod erzählen.
Da die Gemeinschaft sich selbst versorgen möchte, ist die Arbeit in die Bereiche Gartenarbeit, Angeln, Kochen und Zimmerei unterteilt. Richard, Françoise und Étienne werden Teil des Fischereikommandos.
Mehrere Monate lang genießt Richard das Leben auf der Insel als idyllisch, er fischt morgens und entspannt den Rest der Zeit. Er freundet sich mit einigen anderen Mitgliedern der Community an, wie Keaty, einem englischen Landsmann, der von seinem Game Boy begeistert ist; Unhygienix, der seifenbesessene italienische Chefkoch; Jesse und Cassie, zwei Liebende; und Jed, der Einzelgänger der Gruppe. Sal hat Jed zum Wächter der Insel ernannt: Er beobachtet das Meer und die Küsten der Nachbarinseln auf Anzeichen von Menschen, die versuchen, den Strand zu entdecken. Jed stiehlt nebenbei auch noch Cannabis von den thailändischen Bauern auf der Insel.
Eines Tages informiert Unhygienix alle darüber, dass ihr Reisvorrat von einem Pilz befallen ist, und Sal kündigt einen Not-Reislauf an – eine gelegentliche diskrete Fahrt mit dem Boot zum Festland, um Reis und andere lebenswichtige Güter in großen Mengen einzukaufen. Aufgrund der mühsamen Natur der Aufgabe meldet sich niemand außer Jed freiwillig, der zum Erstaunen der meisten anderen den Job immer annimmt.
Richard engagiert sich ebenfalls ehrenamtlich und so reisen die beiden zurück nach Koh Phangan, um ihre Vorräte zu holen. Während der Reisfahrt erfährt Jed, dass Richard Sammy und Zeph eine Kopie der Karte gegeben hat, als er zufällig mithört, wie die beiden Amerikaner einigen Deutschen die urbane Legende des Strandes erzählen.
Die Reisfahrt verläuft reibungslos. Währenddessen machen sich Zeph und Sammy in Begleitung von drei Deutschen auf den Weg zur nächstgelegenen Insel zum Strand. Kurz darauf weist Sal Richard erneut dem Außendienst zu, um mit Jed zusammenzuarbeiten und ein wachsames Auge auf die potenziellen Eindringlinge zu haben.
Keaty nimmt Richards Platz im Angelkommando ein. Ein paar Tage später fängt er versehentlich einen toten Tintenfisch, der bei den meisten Mitgliedern der Gruppe eine schwere Lebensmittelvergiftung verursacht. Die wenigen verbliebenen gesunden Mitglieder kämpfen darum, die kranken Bewohner wieder gesund zu pflegen.
Richard kehrt von seinem Wachdienst zurück und stellt fest, dass Bugs Keaty wegen seines Fehlers ins Gesicht geschlagen hat. Richard, der Bugs’ arrogante Art nie gemocht hat, zettelt vor der ganzen Gruppe einen hitzigen Streit mit ihm an, der zu einer Spaltung der Gemeinschaft in mehrere Cliquen führt. An diesem Tag sind nur noch zwei der Fischereikommandos in Betrieb, und das beste Kommando, bestehend aus drei Schweden – Christo, Sten und Karl –, die außerhalb des sicheren Lagunenbereichs fischen, wird von einem Hai angegriffen.
Karl überlebt unverletzt und schafft es, Sten ins Dorf zu tragen, wo sich herausstellt, dass Sten bereits verblutet ist. Karl erleidet durch diesen Vorfall ein schweres emotionales Trauma und verbringt anschließend seine Zeit damit, in einem Erdloch am Strand zu sitzen, mit niemandem zu reden und kaum Essen und Wasser anzunehmen.
Richard erkennt, dass Christo immer noch vermisst wird und holt ihn auf eigene Gefahr aus teilweise überfluteten Höhlen der Lagune und wird für seine heldenhafte Rettung gelobt. Christo scheint es zunächst gut zu gehen, doch später bricht er aufgrund der inneren Blutung durch den Hai-Angriff zusammen. Da Jed der Einzige mit medizinischen Kenntnissen ist, der sich um Christo kümmert, überlässt er Richard die Arbeit als Wachtposten.
Ein paar Tage später findet eine Beerdigung für Sten statt und Sal hält eine Rede, die die soziale Harmonie einigermaßen wiederherstellt.
Richard verbringt viele Stunden allein im Wald, während er zwischen Aussichtspunkten hin und her wandert, und beginnt Halluzinationen zu erleben, in denen Daffy auftaucht: Sie unterhalten sich und patrouillieren gemeinsam in dem Teil der Insel, den Richard als DMZ bezeichnet. Richard wird klar, dass Daffy sich umgebracht hat, weil er es weder ertragen konnte, dass sich seine elitäre Vision vom Strand auflöste, als die Gruppe immer größer wurde, noch den Gedanken an eine Rückkehr zum Rucksack- oder Sesshaftigkeitsleben ertragen konnte, und stellt fest, dass er ebenfalls Opfer dieser Denkweise wird.
Richard erkennt den Grund, warum Daffy ihm die Karte gab – und Gerüchte über die Insel in ganz Thailand verbreitete: Damit viele Neuankömmlinge zu dem Strand kämen, was unweigerlich dazu führen würde, dass er zu einem Touristenziel verkomme und die Gemeinschaft untergehe. Richard war lediglich eine Schachfigur in Daffys Racheplan.
Dies spitzt sich nach der Ankunft der amerikanisch-deutschen Gruppe per Floß zu. Im Gegensatz zu Richard, Étienne und Françoise, die alle Hindernisse überwanden, um zum Strand zu gelangen, schaffen es die Neuankömmlinge nie an den Cannabisbauern vorbei. Die Eindringlinge werden brutal geschlagen und getötet.
Richard kehrt zum Gemeinschaftscampingplatz zurück, um Sal und Jed über den Vorfall zu informieren. Anschließend geht er zum Strand, um Karl zu besuchen, den Richard angreift, bevor er freikommt und in den Dschungel rennt. Eines Tages, als Sal das Tet-Fest feiert, bittet sie Richard heimlich, Karl zu töten, weil dieser eine Bedrohung für die inzwischen fragile soziale Integrität der Gruppe darstellt. Zudem beklagt sich Sal darüber, dass sie nach dem Vergiftungsvorfall und Stens Tod ständig die Moral verbessern muss.
Richard schwimmt zur Höhle, wo das einzige Boot der Gruppe liegt, und stellt dann fest, dass Karl damit zum Festland geflohen ist. Étienne drängt Richard daraufhin in die Enge, und er stellt bald fest, dass sie und der Rest seiner Clique Angst davor haben, dass Richard „Dinge für Sal tut“. Richard ist vom Strand desillusioniert und überredet Étienne, Françoise, Jed und den paranoiden Keaty, den Strand endgültig zu verlassen. Er schläfert den sterbenden Christo ein. Da sie nun genau wissen, was Sal zu tun bereit ist, um den Strand zu schützen, beschließen sie, das Essen für die Tet-Feier zu präparieren und auf dem Floß zu fliehen, das die zum Scheitern verurteilten Rucksacktouristen benutzt haben.
Die Nacht bricht herein und die Party beginnt. Vor dem Abendessen würzen Keaty und Richard den Eintopf, den Unhygienix gekocht hat, mit viel Cannabis, um die Gruppe bewegungsunfähig zu machen. Richard und seine Freunde wollen gerade fliehen, als die Cannabisbauern eintreffen und sie alle mit Waffen bedrohen, da sie glauben, dass die Strandbewohner die Neuankömmlinge eingeladen haben. Die Bauern verprügeln Richard und hinterlassen als Warnung die blutigen Leichen der amerikanisch-deutschen Rucksacktouristen. Bei diesem Anblick erleidet die extrem alkoholisierte Gruppe einen kollektiven Nervenzusammenbruch und beginnt, die Leichen rasend in Stücke zu reißen.
Sal entdeckt, dass Richard das Geheimnis des Strandes gelüftet hat, als sie die Karte in die Hand nimmt, die er für Zeph und Sammy gezeichnet hat. Als sie das hören, greifen die nun instabilen Community-Mitglieder Richard an. Er wird jedoch gerettet, als Françoise, Étienne, Keaty und Jed mit Fischspeeren bewaffnet vom Strand zurückkehren und dabei Sal und Bugs schwer verletzen. Richard und seine Retter machen auf dem Floß ihre geplante Flucht.
Im Nachwort wird enthüllt, dass die fünf Freunde entkamen und sich trennten, als sie das Festland erreichten. Seit ihrer Abreise aus Thailand sind ein Jahr und ein Monat vergangen und Richard ist nach England zurückgekehrt. Er hat noch nichts von Françoise und Étienne gehört, gibt aber an, dass er sie wahrscheinlich irgendwann treffen wird, denn „die Welt ist ein kleiner Ort und Europa ist noch kleiner“. Er hält immer noch Kontakt zu Keaty und Jed. Durch Zufall finden Keaty und Jed neue Jobs im selben Gebäude, wenn auch für verschiedene Unternehmen. Ähnlich, wie sie beide zufällig im selben Gästehaus wohnten, Jahre bevor sie sich zum ersten Mal am Strand trafen.
Richard erfährt in einem Nachrichtenbericht, dass Cassie in Malaysia wegen des Schmuggels einer großen Menge Heroin verhaftet wurde und der erste Westler seit sechs Jahren sein wird, der im Land hingerichtet wird. Er fragt sich, ob sonst noch jemand die Insel verlassen hat, insbesondere Unhygienix, den er mochte. Er glaubt, dass Bugs gestorben ist und hofft, dass auch Sal gestorben ist, weil ihm die Vorstellung nicht gefällt, dass sie „vor seiner Haustür auftaucht“.
Abschließend sagt Richard, dass er mit seinem Leben zufrieden ist, obwohl er viele Narben trägt: „Ich mag die Art, wie das klingt. Ich trage viele Narben.“

## Verfilmung
Der Roman wurde im Jahr 2000 unter dem Titel The Beach von Danny Boyle mit Leonardo DiCaprio in der Rolle des Richard verfilmt. Allerdings fanden teils deutliche Anpassungen statt, unter anderen ist Richard im Film Amerikaner und er beginnt eine Liebesgeschichte mit Françoise (was im Buch nicht der Fall ist). Das Ende ist in Roman und Film vollkommen unterschiedlich, auch die im Roman bedeutenden Interaktionen mit Mister Duck fehlen in der Verfilmung komplett.

## Bibliografie
- Alex Garland: Der Strand. Goldmann Verlag, 1999, ISBN 3-442-44235-4.